# Professor's Cube
Le Professor's Cube est un équivalent 5×5×5 du Rubik's Cube. Il est constitué de 98 cubes (au lieu de 26 pour le Rubik's Cube).

## Permutations
Le nombre total de positions différentes que peut prendre le Professor's Cube est de :
{\displaystyle {\frac {8!\cdot 3^{7}\cdot 12!\cdot 2^{10}\cdot 24!^{3}}{4!^{12}}}\approx 2,8\cdot 10^{74}}
Cela représente environ 7×1054 (ou 7 fois 1 milliard puissance 6) fois plus de combinaisons que le Rubik's Cube classique.

## Records récents
| Temps            | Compétiteur      | Nationalité | Lieu                                | Date              |
| ---------------- | ---------------- | ----------- | ----------------------------------- | ----------------- |
| 30 s 54          | Tymon Kolasiński | Pologne     | Rubik's WCA Asian Championship 2024 | 3 novembre 2024   |
| 31 s 60          | Tymon Kolasiński | Pologne     | DuPage Fall 2024                    | 29 septembre 2024 |
| 32 s 52          | Max Park         | États-Unis  | DFW Megacomp 2024                   | 16 mars 2024      |
| Voir la suite ou |                  |             |                                     |                   |

| Temps            | Compétiteur | Nationalité | Lieu                                         | Date             |
| ---------------- | ----------- | ----------- | -------------------------------------------- | ---------------- |
| 34 s 76          | Max Park    | États-Unis  | Rubik's WCA North American Championship 2024 | 18 juillet 2024  |
| 35 s 94          | Max Park    | États-Unis  | UCSD Winter 2023                             | 16 décembre 2023 |
| 36 s 46          | Max Park    | États-Unis  | CubingUSA Western Championship 2023          | 2 juillet 2023   |
| Voir la suite ou |             |             |                                              |                  |

La moyenne est calculée sur 5 tentatives en enlevant à la fois le meilleur et le moins bon temps.